# Claude B. Ferenbaugh

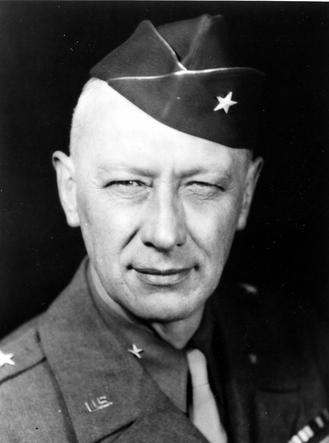
Claude B. Ferenbaugh

Claude Birkett Ferenbaugh (* 16. März 1899 in Dresden, Washington County, New York; † 10. September 1975 in Washington, D.C.) war ein US-amerikanischer Generalleutnant der United States Army. Er war unter anderem Kommandeur der 7. Infanteriedivision.
Er war ein Sohn von Clarence Hosea Ferenbaugh (1865–1933) und dessen Frau Cordelia M Birkett (1868–1944). Im Jahr 1919 absolvierte er die United States Military Academy in West Point. Nach seiner Graduation wurde er als Leutnant in das Offizierskorps des Heeres aufgenommen. In der Armee durchlief er anschließend alle Offiziersränge vom Leutnant bis zum Drei-Sterne-General.
Im Lauf seiner militärischen Karriere absolvierte Claude Ferenbaugh verschiedene Kurse und Schulungen. Dazu gehörten unter anderem der Infantry Officer Basic Course, der Signal School Command Officer Course, das Command and General Staff College und das United States Army War College.
In seinen jüngeren Jahren absolvierte er den für Offiziere in den niederen Rangstufen üblichen Dienst in verschiedenen Einheiten und Standorten. Dazu gehörten auch Aufgaben als Stabsoffizier in verschiedenen Hauptquartieren. Zur Zeit des amerikanischen Eintritts in den Zweiten Weltkrieg war Ferenbaugh Stabsoffizier im Generalstab in Washington, dem er bis Dezember 1943 angehörte. Dort war er unter anderem für die Planungen der Operationen in Nordafrika zuständig. Anschließend wurde er zum Stab der 83. Infanteriedivision versetzt, dem er zwischen dem 1. Januar 1944 und dem 13. Mai 1945 angehörte.
Die 83. Infanteriedivision war zunächst noch in den Vereinigten Staaten stationiert und wurde im April 1944 nach England verlegt. Am 18. Juni landete sie am Omaha Beach. In der Folge drang sie zusammen mit anderen Einheiten unter teilweise schweren Gefechten nach Deutschland vor, wo sie unter anderem in die Schlacht im Hürtgenwald verwickelt war.
Nach seiner Rückkehr in die Vereinigten Staaten war Claude Ferenbaugh zunächst für einige Monate im Jahr 1945 erneut Stabsoffizier im Kriegsministerium. Zwischen dem 15. Juni 1946 und dem 6. November 1947 kommandierte er den United States Army Military District of Washington. Damit leitete er den der Armee unterstehenden Teil des Militärbezirks um die Bundeshauptstadt Washington, D.C. Danach war er Stabschef bei der Operation Sandstone, der dritten Serie von amerikanischen Kernwaffentests.
Es folgte eine Versetzung nach Hawaii, wo er im Jahr 1948 den Militärstützpunkt Schofield Barracks und den nördlichen Bereich der Hawaiiinseln kommandierte. Im Jahr 1950 kommandierte er die gerade wieder aktivierte 5. Panzerdivision. Danach erhielt er das Kommando über die 7. Infanteriedivision, die im Koreakrieg eingesetzt war. Ferenbaughs Division war dabei in schwere Gefechte verwickelt. Seine Zeit als Divisionskommandeur ging von Januar bis Dezember 1951. Es folgte eine Versetzung zu den Army Field Forces, wo er bis August 1952 in deren Stab die Aufgabe des Inspekteurs über die Infanterie wahrnahm (Inspector of Infantry, Office of the Chief of Army Field Forces).
In den Jahren 1952 bis 1954 war Claude Ferenbaugh Stabsoffizier bei der US Army Europe, wo er deren G3 Stabsabteilung für Planungen und Operationen leitete. Es folgte eine Versetzung nach Südkorea, wo er bis 1955 stellvertretender Kommandeur der 8. Armee war. Anschließend trat er in den Ruhestand.
Claude Ferenbaugh starb am 10. September 1975 und wurde auf dem amerikanischen Nationalfriedhof Arlington beigesetzt.

## Orden und Auszeichnungen
Er erhielt im Lauf seiner militärischen Laufbahn unter anderem folgende Auszeichnungen:
- Army Distinguished Service Medal
- Silver Star
- Legion of Merit
- Bronze Star Medal
- Air Medal
- Purple Heart